# Seznam kosmických lodí Sojuz
Seznam kosmických lodí Sojuz zahrnuje všechny lety kosmických lodí Sojuz od roku 1966 až po současnost.
Bezpilotní lety jsou uvedeny kurzívou.

## Chronologický přehled

### Sojuz 7K-OK
|    | Jméno            | index GRAU, tovární index | výrobní číslo | Datum startu       | Plošina | Nosná raketa | Cíl          | Datum přistání     | Komentář                                                   |
| -- | ---------------- | ------------------------- | ------------- | ------------------ | ------- | ------------ | ------------ | ------------------ | ---------------------------------------------------------- |
| 1  | Kosmos 133       | 11F615, 7K-OK (A)         | 2             | 28. listopadu 1966 | Ba LC31 | Sojuz        | Oběžná dráha | 30. listopadu 1966 | První nepilotovaný test. Při návratu zničen autodestrukcí. |
| 2  | (viz Kosmos 133) | 11F615, 7K-OK (P)         | 1             | 14. prosince 1966  | Ba LC31 | Sojuz        | Oběžná dráha |                    | Raketa explodovala při startu.                             |
| 3  | Kosmos 140       | 11F615, 7K-OK (P)         | 3             | 7. února 1967      | Ba LC1  | Sojuz        | Oběžná dráha | 9. února 1967      | Druhý nepilotovaný test.                                   |
| 4  | Sojuz 1          | 11F615, 7K-OK (A)         | 4             | 23. dubna 1967     | Ba LC1  | Sojuz        | Oběžná dráha | 24. dubna 1967     | První let s lidskou posádkou.                              |
| 5  | Kosmos 186       | 11F615, 7K-OK (A)         | 6             | 27. října 1967     | Ba LC31 | Sojuz        | Kosmos 188   | 31. října 1967     |                                                            |
| 6  | Kosmos 188       | 11F615, 7K-OK (P)         | 5             | 30. října 1967     | Ba LC1  | Sojuz        | Kosmos 186   | 2. listopadu 1967  |                                                            |
| 7  | Kosmos 212       | 11F615, 7K-OK (A)         | 8             | 14. dubna 1968     | Ba LC31 | Sojuz        | Kosmos 213   | 19. dubna 1968     |                                                            |
| 8  | Kosmos 213       | 11F615, 7K-OK (P)         | 7             | 15. dubna 1968     | Ba LC1  | Sojuz        | Kosmos 212   | 20. dubna 1968     |                                                            |
| 9  | Kosmos 238       | 11F615, 7K-OK (P)         | 9             | 28. srpna 1968     | Ba LC31 | Sojuz        |              | 1. září 1968       |                                                            |
| 10 | Sojuz 2          | 11F615, 7K-OK (P)         | 11            | 25. října 1968     | Ba LC1  | Sojuz        | (Sojuz 3)    | 28. října 1968     |                                                            |
| 11 | Sojuz 3          | 11F615, 7K-OK (A)         | 10            | 26. října 1968     | Ba LC31 | Sojuz        | (Sojuz 2)    | 30. října 1968     |                                                            |
| 12 | Sojuz 4          | 11F615, 7K-OK (A)         | 12            | 14. ledna 1969     | Ba LC31 | Sojuz        | Sojuz 5      | 17. ledna 1969     |                                                            |
| 13 | Sojuz 5          | 11F615, 7K-OK (P)         | 13            | 15. ledna 1969     | Ba LC1  | Sojuz        | Sojuz 4      | 18. ledna 1969     |                                                            |
| 14 | Sojuz 6          | 11F615, 7K-OK             | 14            | 11. října 1969     | Ba LC31 | Sojuz        |              | 16. října 1969     |                                                            |
| 15 | Sojuz 7          | 11F615, 7K-OK (P)         | 15            | 12. října 1969     | Ba LC1  | Sojuz        | (Sojuz 8)    | 17. října 1969     |                                                            |
| 16 | Sojuz 8          | 11F615, 7K-OK (A)         | 16            | 13. října 1969     | Ba LC31 | Sojuz        | (Sojuz7)     | 18. října 1969     |                                                            |
| 17 | Sojuz 9          | 11F615, 7K-OK             | 17            | 1. června 1970     | Ba LC31 | Sojuz        |              | 19. června 1970    |                                                            |

### Sojuz 7K-OKS
|    | Jméno    | index GRAU, tovární index | výrobní číslo | Datum startu   | Plošina | Nosná raketa | Cíl        | Datum přistání  | Komentář |
| -- | -------- | ------------------------- | ------------- | -------------- | ------- | ------------ | ---------- | --------------- | -------- |
| 18 | Sojuz 10 | 11F615A8, 7K-OKS          | 31            | 23. dubna 1971 | Ba LC1  | Sojuz        | (Saljut 1) | 25. dubna 1971  |          |
| 19 | Sojuz 11 | 11F615A8, 7K-OKS          | 32            | 6. června 1971 | Ba LC1  | Sojuz        | Saljut 1   | 30. června 1971 |          |

### Sojuz 7K-T
Dvě varianty Sojuzu 7K-T lišící se především konstrukcí spojovacího uzlu, jsou odlišeny barevně a poznámkou v tabulce, jejich označení – 11F615A8 pro lodě určené ke spojení s vesmírnými stanicemi řady Saljut a 11F615A8 určené pro stanice Almaz (oficiálně nazvané Saljut 3 a Saljut 5) ne vždy odpovídá, protože určení lodi se někdy dodatečně měnilo beze změny indexů.
|    | Jméno      | index GRAU, tovární index | výrobní číslo | Datum startu       | Plošina | Nosná raketa | Cíl      | Datum přistání    | Komentář        |
| -- | ---------- | ------------------------- | ------------- | ------------------ | ------- | ------------ | -------- | ----------------- | --------------- |
| 20 | Kosmos 496 | 11F615A8, 7K-T            | 33A           | 26. června 1972    | Ba LC1  | Sojuz        |          | 2. července 1972  |                 |
| 21 | Kosmos 573 | 11F615A8, 7K-T            | 36            | 15. června 1973    | Ba LC1  | Sojuz        |          | 17. června 1973   |                 |
| 22 | Sojuz 12   | 11F615A8, 7K-T            | 37            | 27. září 1973      | Ba LC1  | Sojuz        |          | 29. září 1973     |                 |
| 23 | Kosmos 613 | 11F615A8, 7K-T            | 34A           | 30. listopadu 1973 | Ba LC1  | Sojuz        |          | 29. ledna 1974    |                 |
| 24 | Sojuz 13   | 11F615A8, 7K-T-AF         | 33            | 18. prosince 1973  | Ba LC1  | Sojuz        |          | 26. prosince 1973 |                 |
| 26 | Kosmos 656 | 11F615A9, 7K-T            | 61            | 27. května 1974    | Ba LC1  | Sojuz        |          | 29. května 1974   | Verze pro Almaz |
| 27 | Sojuz 14   | 11F615A9, 7K-T            | 62            | 3. července 1974   | Ba LC1  | Sojuz        | Saljut 3 | 19. července 1974 | Verze pro Almaz |
| 30 | Sojuz 15   | 11F615A9, 7K-T            | 63            | 26. srpna 1974     | Ba LC1  | Sojuz        | Saljut 3 | 28. srpna 1974    | Verze pro Almaz |
| 32 | Sojuz 17   | 11F615A8, 7K-T            | 38            | 11. ledna 1975     | Ba LC1  | Sojuz        | Saljut 4 | 9. února 1975     |                 |
| 33 | Sojuz 18-1 | 11F615A8, 7K-T            | 39            | 5. dubna 1975      | Ba LC1  | Sojuz        | Saljut 4 | 5. dubna 1975     |                 |
| 34 | Sojuz 18   | 11F615A8, 7K-T            | 40            | 24. května 1975    | Ba LC1  | Sojuz        | Saljut 4 | 26. července 1975 |                 |
| 37 | Sojuz 20   | 11F615A9, 7K-T            | 64            | 17. listopadu 1975 | Ba LC1  | Sojuz-U      | Saljut 4 | 16. února 1976    |                 |
| 38 | Sojuz 21   | 11F615A8, 7K-T            | 41            | 6. července 1976   | Ba LC1  | Sojuz-U      | Saljut 5 | 24. srpna 1976    | Verze pro Almaz |
| 40 | Sojuz 23   | 11F615A9, 7K-T            | 65            | 14. října 1976     | Ba LC1  | Sojuz-U      | Saljut 5 | 16. října 1976    | Verze pro Almaz |
| 42 | Sojuz 24   | 11F615A9, 7K-T            | 66            | 7. února 1977      | Ba LC1  | Sojuz-U      | Saljut 5 | 25. února 1977    | Verze pro Almaz |
| 43 | Sojuz 25   | 11F615A8, 7K-T            | 42            | 9. října 1977      | Ba LC1  | Sojuz-U      | Saljut 6 | 11. října 1977    |                 |
| 44 | Sojuz 26   | 11F615A8, 7K-T            | 43            | 10. prosince 1977  | Ba LC1  | Sojuz-U      | Saljut 6 | 16. ledna 1978    |                 |
| 45 | Sojuz 27   | 11F615A8, 7K-T            | 44            | 10. ledna 1978     | Ba LC1  | Sojuz-U      | Saljut 6 | 16. března 1978   |                 |
| 46 | Sojuz 28   | 11F615A8, 7K-T            | 45            | 2. března 1978     | Ba LC1  | Sojuz-U      | Saljut 6 | 10. března 1978   |                 |
| 48 | Sojuz 29   | 11F615A8, 7K-T            | 46            | 15. června 1978    | Ba LC1  | Sojuz-U      | Saljut 6 | 03. září 1978     |                 |
| 49 | Sojuz 30   | 11F615A9, 7K-T            | 67            | 27. června 1978    | Ba LC1  | Sojuz-U      | Saljut 6 | 5. července 1978  |                 |
| 50 | Sojuz 31   | 11F615A8, 7K-T            | 47            | 26. srpna 1978     | Ba LC1  | Sojuz-U      | Saljut 6 | 2. listopadu 1978 |                 |
| 52 | Sojuz 32   | 11F615A8, 7K-T            | 48            | 25. února 1979     | Ba LC31 | Sojuz-U      | Saljut 6 | 13. června 1979   |                 |
| 53 | Sojuz 33   | 11F615A8, 7K-T            | 49            | 10. dubna 1979     | Ba LC31 | Sojuz-U      | Saljut 6 | 12. dubna 1979    |                 |
| 54 | Sojuz 34   | 11F615A8, 7K-T            | 50            | 6. června 1979     | Ba LC31 | Sojuz-U      | Saljut 6 | 19. srpna 1979    |                 |
| 56 | Sojuz 35   | 11F615A8, 7K-T            | 51            | 9. dubna 1980      | Ba LC31 | Sojuz-U      | Saljut 6 | 3. června 1980    |                 |
| 57 | Sojuz 36   | 11F615A8, 7K-T            | 52            | 26. května 1980    | Ba LC31 | Sojuz-U      | Saljut 6 | 31. července 1980 |                 |
| 59 | Sojuz 37   | 11F615A8, 7K-T            | 53            | 23. července 1980  | Ba LC1  | Sojuz-U      | Saljut 6 | 11. října 1980    |                 |
| 60 | Sojuz 38   | 11F615A8, 7K-T            | 54            | 18. září 1980      | Ba LC1  | Sojuz-U      | Saljut 6 | 26. září 1980     |                 |
| 63 | Sojuz 39   | 11F615A8, 7K-T            | 55            | 22. března 1981    | Ba LC1  | Sojuz-U      | Saljut 6 | 30. března 1981   |                 |
| 64 | Sojuz 40   | 11F615A8, 7K-T            | 56            | 14. května 1981    | Ba LC1  | Sojuz-U      | Saljut 6 | 22. května 1981   |                 |

### Sojuz 7K-TM
|    | Jméno      | index GRAU, tovární index | výrobní číslo | Datum startu      | Plošina | Nosná raketa | Cíl    | Datum přistání    | Komentář |
| -- | ---------- | ------------------------- | ------------- | ----------------- | ------- | ------------ | ------ | ----------------- | -------- |
| 25 | Kosmos 638 | 11F615A12, 7K-TM          | 71            | 3. dubna 1974     | Ba LC31 | Sojuz-U      |        | 13. dubna 1974    |          |
| 29 | Kosmos 672 | 11F615A12, 7K-TM          | 72            | 12. srpna 1974    | Ba LC31 | Sojuz-U      |        | 18. srpna 1974    |          |
| 31 | Sojuz 16   | 11F615A12, 7K-TM          | 73            | 2. prosince 1974  | Ba LC1  | Sojuz-U      |        | 8. prosince 1974  |          |
| 35 | Sojuz 19   | 11F615A12, 7K-TM          | 75            | 15. července 1975 | Ba LC1  | Sojuz-U      | Apollo | 21. července 1975 |          |
| 39 | Sojuz 22   | 11F615A12, 7K-TM          | 74            | 15. září 1976     | Ba LC1  | Sojuz-U      |        | 23. září 1976     |          |

### Sokuz 7K-S
|    | Jméno      | index GRAU, tovární index | výrobní číslo | Datum startu       | Plošina | Nosná raketa | Cíl | Datum přistání    | Komentář |
| -- | ---------- | ------------------------- | ------------- | ------------------ | ------- | ------------ | --- | ----------------- | -------- |
| 28 | Kosmos 670 | 11F732, 7K-S              | 1L            | 6. srpna 1974      | Ba LC1  | Sojuz        |     | 9. srpna 1974     |          |
| 36 | Kosmos 772 | 11F732, 7K-S              | 2L            | 29. září 1975      | Ba LC1  | Sojuz-U      |     | 2. října 1975     |          |
| 41 | Kosmos 869 | 11F732, 7K-S              | 3L            | 29. listopadu 1976 | Ba LC1  | Sojuz-U      |     | 17. prosince 1976 |          |

### Sojuz T (Sojuz 7K-ST)
|    | Jméno        | index GRAU, tovární index | výrobní číslo | Datum startu       | Plošina | Nosná raketa | Cíl          | Datum přistání     | Komentář |
| -- | ------------ | ------------------------- | ------------- | ------------------ | ------- | ------------ | ------------ | ------------------ | -------- |
| 47 | Kosmos 1001  | 11F732, 7K-ST             | 4L            | 4. dubna 1978      | Ba LC1  | Sojuz-U      |              | 15. dubna 1978     |          |
| 51 | Kosmos 1074  | 11F732, 7K-ST             | 5L            | 31. ledna 1979     | Ba LC31 | Sojuz-U      |              | 1. dubna 1979      |          |
| 55 | Sojuz T-1    | 11F732, 7K-ST             | 6L            | 16. prosince 1979  | Ba LC31 | Sojuz-U      | Saljut 6     | 26. března 1980    |          |
| 58 | Sojuz T-2    | 11F732, 7K-ST             | 7L            | 5. června 1980     | Ba LC1  | Sojuz-U      | Saljut 6     | 9. června 1980     |          |
| 61 | Sojuz T-3    | 11F732, 7K-ST             | 8L            | 27. listopadu 1980 | Ba LC1  | Sojuz-U      | Saljut 6     | 10. prosince 1980  |          |
| 62 | Sojuz T-4    | 11F732, 7K-ST             | 10L           | 12. března 1981    | Ba LC1  | Sojuz-U      | Saljut 6     | 26. května 1981    |          |
| 65 | Sojuz T-5    | 11F732, 7K-ST             | 11L           | 13. května 1982    | Ba LC1  | Sojuz-U      | Saljut 7     | 27. srpna 1982     |          |
| 66 | Sojuz T-6    | 11F732, 7K-ST             | 9L            | 24. června 1982    | Ba LC1  | Sojuz-U      | Saljut 7     | 2. července 1982   |          |
| 67 | Sojuz T-7    | 11F732, 7K-ST             | 12L           | 19. srpna 1982     | Ba LC1  | Sojuz-U      | Saljut 7     | 10. prosince 1982  |          |
| 68 | Sojuz T-8    | 11F732, 7K-ST             | 13L           | 20. dubna 1983     | Ba LC1  | Sojuz-U      | (Saljut 7)   | 22. dubna 1983     |          |
| 69 | Sojuz T-9    | 11F732, 7K-ST             | 14L           | 27. června 1983    | Ba LC1  | Sojuz-U      | Saljut 7     | 23. listopadu 1983 |          |
| 70 | Sojuz T-10-1 | 11F732, 7K-ST             | 16L           | 26. září 1983      | Ba LC1  | Sojuz-U      | (Saljut 7)   |                    |          |
| 71 | Sojuz T-10   | 11F732, 7K-ST             | 15L           | 8. února 1984      | Ba LC31 | Sojuz-U      | Saljut 7     | 11. dubna 1984     |          |
| 72 | Sojuz T-11   | 11F732, 7K-ST             | 17L           | 3. dubna 1984      | Ba LC31 | Sojuz-U      | Saljut 7     | 2. října 1984      |          |
| 73 | Sojuz T-12   | 11F732, 7K-ST             | 18L           | 17. července 1984  | Ba LC31 | Sojuz-U      | Saljut 7     | 29. července 1984  |          |
| 74 | Sojuz T-13   | 11F732, 7K-ST             | 19L           | 6. června 1985     | Ba LC1  | Sojuz-U2     | Saljut 7     | 26. září 1985      |          |
| 75 | Sojuz T-14   | 11F732, 7K-ST             | 20L           | 17. září 1985      | Ba LC1  | Sojuz-U2     | Saljut 7     | 21. listopadu 1985 |          |
| 76 | Sojuz T-15   | 11F732, 7K-ST             | 21L           | 13. března 1986    | Ba LC1  | Sojuz-U2     | Mir/Saljut 7 | 16. července 1986  |          |

### Sojuz TM (Sojuz 7K-STM)
|     | Jméno       | index GRAU, tovární index | výrobní číslo | Datum startu       | Plošina | Nosná raketa | Cíl | Datum přistání     | Komentář |
| --- | ----------- | ------------------------- | ------------- | ------------------ | ------- | ------------ | --- | ------------------ | -------- |
| 77  | Sojuz TM-1  | 11F732A51, 7K-STM         | 51            | 21. května 1986    | Ba LC1  | Sojuz-U2     | Mir | 30. května 1986    |          |
| 78  | Sojuz TM-2  | 11F732A51, 7K-STM         | 52            | 6. února 1987      | Ba LC1  | Sojuz-U2     | Mir | 30. července 1987  |          |
| 79  | Sojuz TM-3  | 11F732A51, 7K-STM         | 53            | 22. července 1987  | Ba LC1  | Sojuz-U2     | Mir | 29. prosince 1987  |          |
| 80  | Sojuz TM-4  | 11F732A51, 7K-STM         | 54            | 21. prosince 1987  | Ba LC1  | Sojuz-U2     | Mir | 17. června 1988    |          |
| 81  | Sojuz TM-5  | 11F732A51, 7K-STM         | 55            | 7. června 1988     | Ba LC1  | Sojuz-U2     | Mir | 7. září 1988       |          |
| 82  | Sojuz TM-6  | 11F732A51, 7K-STM         | 56            | 29. srpna 1988     | Ba LC1  | Sojuz-U2     | Mir | 21. prosince 1988  |          |
| 83  | Sojuz TM-7  | 11F732A51, 7K-STM         | 57            | 26. listopadu 1988 | Ba LC1  | Sojuz-U2     | Mir | 27. dubna 1989     |          |
| 84  | Sojuz TM-8  | 11F732A51, 7K-STM         | 58            | 6. září 1989       | Ba LC1  | Sojuz-U2     | Mir | 19. února 1990     |          |
| 85  | Sojuz TM-9  | 11F732A51, 7K-STM         | 60            | 11. února 1990     | Ba LC1  | Sojuz-U2     | Mir | 9. srpna 1990      |          |
| 86  | Sojuz TM-10 | 11F732A51, 7K-STM         | 61?           | 1. srpna 1990      | Ba LC1  | Sojuz-U2     | Mir | 10. prosince 1990  |          |
| 87  | Sojuz TM-11 | 11F732A51, 7K-STM         | 61            | 2. prosince 1990   | Ba LC1  | Sojuz-U2     | Mir | 26. května 1991    |          |
| 88  | Sojuz TM-12 | 11F732A51, 7K-STM         | 62            | 18. května 1991    | Ba LC1  | Sojuz-U2     | Mir | 10. října 1991     |          |
| 89  | Sojuz TM-13 | 11F732A51, 7K-STM         | 63            | 2. října 1991      | Ba LC1  | Sojuz-U2     | Mir | 25. března 1992    |          |
| 90  | Sojuz TM-14 | 11F732A51, 7K-STM         | 64            | 17. března 1992    | Ba LC1  | Sojuz-U2     | Mir | 10. srpna 1992     |          |
| 91  | Sojuz TM-15 | 11F732A51, 7K-STM         | 65            | 27. července 1992  | Ba LC1  | Sojuz-U2     | Mir | 1. února 1993      |          |
| 92  | Sojuz TM-16 | 11F732A51, 7K-STM         | 101           | 24. ledna 1993     | Ba LC1  | Sojuz-U2     | Mir | 22. července 1993  |          |
| 93  | Sojuz TM-17 | 11F732A51, 7K-STM         | 66            | 1. července 1993   | Ba LC1  | Sojuz-U2     | Mir | 14. ledna 1994     |          |
| 94  | Sojuz TM-18 | 11F732A51, 7K-STM         | 67            | 8. ledna 1994      | Ba LC1  | Sojuz-U2     | Mir | 9. července 1994   |          |
| 95  | Sojuz TM-19 | 11F732A51, 7K-STM         | 68            | 1. července 1994   | Ba LC1  | Sojuz-U2     | Mir | 4. listopadu 1994  |          |
| 96  | Sojuz TM-20 | 11F732A51, 7K-STM         | 69            | 4. října 1994      | Ba LC1  | Sojuz-U2     | Mir | 22. března 1995    |          |
| 97  | Sojuz TM-21 | 11F732A51, 7K-STM         | 70            | 14. března 1995    | Ba LC1  | Sojuz-U2     | Mir | 11. září 1995      |          |
| 98  | Sojuz TM-22 | 11F732A51, 7K-STM         | 71            | 3. září 1995       | Ba LC1  | Sojuz-U2     | Mir | 29. února 1996     |          |
| 99  | Sojuz TM-23 | 11F732A51, 7K-STM         | 72            | 21. února 1996     | Ba LC1  | Sojuz-U      | Mir | 2. září 1996       |          |
| 100 | Sojuz TM-24 | 11F732A51, 7K-STM         | 73            | 17. srpna 1996     | Ba LC1  | Sojuz-U      | Mir | 2. března 1997     |          |
| 101 | Sojuz TM-25 | 11F732A51, 7K-STM         | 74            | 10. února 1997     | Ba LC1  | Sojuz-U      | Mir | 14. srpna 1997     |          |
| 102 | Sojuz TM-26 | 11F732A51, 7K-STM         | 75            | 5. srpna 1997      | Ba LC1  | Sojuz-U      | Mir | 19. února 1998     |          |
| 103 | Sojuz TM-27 | 11F732A51, 7K-STM         | 76            | 29. ledna 1998     | Ba LC1  | Sojuz-U      | Mir | 25. srpna 1998     |          |
| 104 | Sojuz TM-28 | 11F732A51, 7K-STM         | 77            | 13. srpna 1998     | Ba LC1  | Sojuz-U      | Mir | 28. února 1999     |          |
| 105 | Sojuz TM-29 | 11F732A51, 7K-STM         | 78            | 20. února 1999     | Ba LC1  | Sojuz-U      | Mir | 28. srpna 1999     |          |
| 106 | Sojuz TM-30 | 11F732A51, 7K-STM         | 204           | 4. dubna 2000      | Ba LC1  | Sojuz-U      | Mir | 16. června 2000    |          |
| 107 | Sojuz TM-31 | 11F732A51, 7K-STM         | 205           | 31. října 2000     | Ba LC1  | Sojuz-U      | ISS | 6. května 2001     |          |
| 108 | Sojuz TM-32 | 11F732A51, 7K-STM         | 206           | 28. dubna 2001     | Ba LC1  | Sojuz-U      | ISS | 31. října 2001     |          |
| 109 | Sojuz TM-33 | 11F732A51, 7K-STM         | 207           | 21. října 2001     | Ba LC1  | Sojuz-U      | ISS | 5. května 2002     |          |
| 110 | Sojuz TM-34 | 11F732A51, 7K-STM         | 208           | 25. dubna 2002     | Ba LC1  | Sojuz-U      | ISS | 10. listopadu 2002 |          |

### Sojuz TMA (Sojuz 7K-STMA)
|     | Jméno        | index GRAU, tovární index | výrobní číslo | Datum startu       | Plošina | Nosná raketa | Cíl | Datum přistání     | Komentář                                                          |
| --- | ------------ | ------------------------- | ------------- | ------------------ | ------- | ------------ | --- | ------------------ | ----------------------------------------------------------------- |
| 111 | Sojuz TMA-1  | 11F732A51, 7K-STMA        | 211           | 30. října 2002     | Ba LC1  | Sojuz-FG     | ISS | 4. května 2003     |                                                                   |
| 112 | Sojuz TMA-2  | 11F732A51, 7K-STMA        | 212           | 26. dubna 2003     | Ba LC1  | Sojuz-FG     | ISS | 28. října 2003     |                                                                   |
| 113 | Sojuz TMA-3  | 11F732A51, 7K-STMA        | 213           | 18. října 2003     | Ba LC1  | Sojuz-FG     | ISS | 30. dubna 2004     |                                                                   |
| 114 | Sojuz TMA-4  | 11F732A51, 7K-STMA        | 214           | 19. dubna 2004     | Ba LC1  | Sojuz-FG     | ISS | 24. října 2004     |                                                                   |
| 115 | Sojuz TMA-5  | 11F732A51, 7K-STMA        | 215           | 14. října 2004     | Ba LC1  | Sojuz-FG     | ISS | 24. dubna 2005     |                                                                   |
| 116 | Sojuz TMA-6  | 11F732A51, 7K-STMA        | 216           | 15. dubna 2005     | Ba LC1  | Sojuz-FG     | ISS | 11. října 2005     |                                                                   |
| 117 | Sojuz TMA-7  | 11F732A51, 7K-STMA        | 217           | 1. října 2005      | Ba LC1  | Sojuz-FG     | ISS | 8. dubna 2006      |                                                                   |
| 118 | Sojuz TMA-8  | 11F732A51, 7K-STMA        | 218           | 30. března 2006    | Ba LC1  | Sojuz-FG     | ISS | 29. září 2006      |                                                                   |
| 119 | Sojuz TMA-9  | 11F732A51, 7K-STMA        | 219           | 18. září 2006      | Ba LC1  | Sojuz-FG     | ISS | 21. dubna 2007     | druhý nejdelší let Sojuzu v historii (215 dní, 8 hodin, 22 minut) |
| 120 | Sojuz TMA-10 | 11F732A51, 7K-STMA        | 220           | 7. dubna 2007      | Ba LC1  | Sojuz-FG     | ISS | 21. října 2007     |                                                                   |
| 121 | Sojuz TMA-11 | 11F732A51, 7K-STMA        | 221           | 10. října 2007     | Ba LC1  | Sojuz-FG     | ISS | 19. dubna 2008     |                                                                   |
| 122 | Sojuz TMA-12 | 11F732A51, 7K-STMA        | 222           | 8. dubna 2008      | Ba LC1  | Sojuz-FG     | ISS | 24. října 2008     |                                                                   |
| 123 | Sojuz TMA-13 | 11F732A51, 7K-STMA        | 223           | 12. října 2008     | Ba LC1  | Sojuz-FG     | ISS | 8. dubna 2009      |                                                                   |
| 124 | Sojuz TMA-14 | 11F732A51, 7K-STMA        | 224           | 26. března 2009    | Ba LC1  | Sojuz-FG     | ISS | 11. října 2009     |                                                                   |
| 125 | Sojuz TMA-15 | 11F732A51, 7K-STMA        | 225           | 27. května 2009    | Ba LC1  | Sojuz-FG     | ISS | 1. prosinec 2009   |                                                                   |
| 126 | Sojuz TMA-16 | 11F732A51, 7K-STMA        | 226           | 30. září 2009      | Ba LC1  | Sojuz-FG     | ISS | 16. březen 2010    |                                                                   |
| 127 | Sojuz TMA-17 | 11F732A51, 7K-STMA        | 227           | 20. prosinec 2009  | Ba LC1  | Sojuz-FG     | ISS | 2. června 2010     |                                                                   |
| 128 | Sojuz TMA-18 | 11F732A51, 7K-STMA        | 228           | 2. dubna 2010      | Ba LC1  | Sojuz-FG     | ISS | 25. září 2010      |                                                                   |
| 129 | Sojuz TMA-19 | 11F732A51, 7K-STMA        | 229           | 15. června 2010    | Ba LC1  | Sojuz-FG     | ISS | 26. listopadu 2010 |                                                                   |
| 131 | Sojuz TMA-20 | 11F732A51, 7K-STMA        | 230           | 15. prosince 2010  | Ba LC1  | Sojuz-FG     | ISS | 24. května 2011    |                                                                   |
| 132 | Sojuz TMA-21 | 11F732A51, 7K-STMA        | 231           | 4. dubna 2011      | Ba LC1  | Sojuz-FG     | ISS | 16. září 2011      |                                                                   |
| 134 | Sojuz TMA-22 | 11F732A51, 7K-STMA        | 232           | 14. listopadu 2011 | Ba LC1  | Sojuz-FG     | ISS | 27. dubna 2012     |                                                                   |

### Sojuz TMA-M (Sojuz 7K-STMA-M)
|     | Jméno         | index GRAU, tovární index | výrobní číslo | Datum startu | Plošina | Nosná raketa | Cíl | Datum přistání |
| --- | ------------- | ------------------------- | ------------- | --- | --- | --- | --- | --- |
| 130 | Sojuz TMA-01M | 11F732A47, 7K-STMA-M      | 701           | 7. října 2010 | Ba LC1 | Sojuz-FG | ISS | 16. března 2011 |
| 133 | Sojuz TMA-02M | 11F732A47, 7K-STMA-M      | 702           | 7. června 2011 | Ba LC1 | Sojuz-FG | ISS | 22. listopadu 2011 |
| 134 | Sojuz TMA-03M | 11F732A47, 7K-STMA-M      | 703           | 21. prosince 2011 | Ba LC1 | Sojuz-FG | ISS | 1. července 2012 |
|     |               | 11F732A47, 7K-STMA-M      | 704           | Loď měla 30. března 2012 odstartovat k ISS jako Sojuz TMA-04M, koncem ledna byla poškozena při tlakových testech a nahrazena lodí č. 705. | Loď měla 30. března 2012 odstartovat k ISS jako Sojuz TMA-04M, koncem ledna byla poškozena při tlakových testech a nahrazena lodí č. 705. | Loď měla 30. března 2012 odstartovat k ISS jako Sojuz TMA-04M, koncem ledna byla poškozena při tlakových testech a nahrazena lodí č. 705. | Loď měla 30. března 2012 odstartovat k ISS jako Sojuz TMA-04M, koncem ledna byla poškozena při tlakových testech a nahrazena lodí č. 705. | Loď měla 30. března 2012 odstartovat k ISS jako Sojuz TMA-04M, koncem ledna byla poškozena při tlakových testech a nahrazena lodí č. 705. |
| 135 | Sojuz TMA-04M | 11F732A47, 7K-STMA-M      | 705           | 15. května 2012 | Ba LC1 | Sojuz-FG | ISS | 17. září 2012 |
| 136 | Sojuz TMA-05M | 11F732A47, 7K-STMA-M      | 706           | 15. července 2012 | Ba LC1 | Sojuz-FG | ISS | 19. listopad 2012 |
| 137 | Sojuz TMA-06M | 11F732A47, 7K-STMA-M      | 707           | 23. října 2012 | Ba LC31 | Sojuz-FG | ISS | 16. března 2013 |
| 138 | Sojuz TMA-07M | 11F732A47, 7K-STMA-M      | 704A          | 19. prosince 2012 | Ba LC1 | Sojuz-FG | ISS | 14. května 2013 |
| 139 | Sojuz TMA-08M | 11F732A47, 7K-STMA-M      | 708           | 28. března 2013 | Ba LC1 | Sojuz-FG | ISS | 11. září 2013 |
| 140 | Sojuz TMA-09M | 11F732A47, 7K-STMA-M      | 709           | 28. května 2013 | Ba LC1 | Sojuz-FG | ISS | 11. listopadu 2013 |
| 141 | Sojuz TMA-10M | 11F732A47, 7K-STMA-M      | 710           | 25. září 2013 | Ba LC1 | Sojuz-FG | ISS | 11. března 2014 |
| 142 | Sojuz TMA-11M | 11F732A47, 7K-STMA-M      | 711           | 7. listopadu 2013 | Ba LC1 | Sojuz-FG | ISS | 14. května 2014 |
| 143 | Sojuz TMA-12M | 11F732A47, 7K-STMA-M      | 712           | 25. března 2014 | Ba LC1 | Sojuz-FG | ISS | 11. září 2014 |
| 144 | Sojuz TMA-13M | 11F732A47, 7K-STMA-M      | 713           | 28. května 2014 | Ba LC1 | Sojuz-FG | ISS | 10. listopadu 2014 |
| 145 | Sojuz TMA-14M | 11F732A47, 7K-STMA-M      | 714           | 25. září 2014 | Ba LC1 | Sojuz-FG | ISS | 12. března 2015 |
| 146 | Sojuz TMA-15M | 11F732A47, 7K-STMA-M      | 715           | 23. listopadu 2014 | Ba LC31 | Sojuz-FG | ISS | 11. června 2015 |
| 147 | Sojuz TMA-16M | 11F732A47, 7K-STMA-M      | 716           | 27. března 2015 | Ba LC1 | Sojuz-FG | ISS | 12. září 2015 |
| 148 | Sojuz TMA-17M | 11F732A47, 7K-STMA-M      | 717           | 22. července 2015 | Ba LC1 | Sojuz-FG | ISS | 11. prosince 2015 |
| 149 | Sojuz TMA-18M | 11F732A47, 7K-STMA-M      | 718           | 2. září 2015 | Ba LC1 | Sojuz-FG | ISS | 2. března 2016 |
| 150 | Sojuz TMA-19M | 11F732A47, 7K-STMA-M      | 719           | 15. prosince 2015 | Ba LC1 | Sojuz-FG | ISS | 18. června 2016 |
| 152 | Sojuz TMA-20M | 11F732A47, 7K-STMA-M      | 720           | 18. března 2016 | Ba LC1 | Sojuz-FG | ISS | 7. září 2016 |

### Sojuz MS (Sojuz 7K-STMS)
|     | Jméno       | výrobní číslo | Datum startu       | Plošina | Nosná raketa | Cíl | Datum přistání    | Komentář |
| --- | ----------- | ------------- | ------------------ | ------- | ------------ | --- | ----------------- | --- |
| 151 | Sojuz MS-01 | 731           | 7. července 2016   | Ba LC1  | Sojuz-FG     | ISS | 30. října 2016    | |
| 153 | Sojuz MS-02 | 732           | 19. října 2016     | Ba LC1  | Sojuz-2.1a   | ISS | 10. dubna 2017    | |
| 154 | Sojuz MS-03 | 733           | 17. listopadu 2016 | Ba LC1  | Sojuz-2.1a   | ISS | 2. června 2017    | |
| 155 | Sojuz MS-04 | 735           | 20. dubna 2017     | Ba LC1  | Sojuz-FG     | ISS | 3. září 2017      | |
| 156 | Sojuz MS-05 | 736           | 28. července 2017  | Ba LC1  | Sojuz-FG     | ISS | 14. prosince 2017 | |
| 157 | Sojuz MS-06 | 734           | 12. září 2017      |         | Sojuz-FG     | ISS | 28. února 2018    | |
| 158 | Sojuz MS-07 | 737           | 17. prosince 2017  |         | Sojuz-FG     | ISS | 3. června 2018    | |
| 159 | Sojuz MS-08 | 738           | 21. března 2018    |         | Sojuz-FG     | ISS | 4. října 2018     | |
| 160 | Sojuz MS-09 | 739           | 6. června 2018     |         | Sojuz-FG     | ISS | 20. prosince 2018 | |
| 161 | Sojuz MS-10 | 740           | 11. října 2018     |         | Sojuz-FG     | ISS | –                 | Loď po startu selhala a nedosáhla oběžné dráhy                                                                  |
| 162 | Sojuz MS-11 | 741           | 3. prosince 2018   |         | Sojuz-FG     | ISS | 25. června 2019   | |
| 163 | Sojuz MS-12 | 742           | 14. března 2019    |         | Sojuz-FG     | ISS | 3. října 2019     | |
| 164 | Sojuz MS-13 | 746           | 20. července 2019  |         | Sojuz-FG     | ISS | 6. února 2020     | |
| 165 | Sojuz MS-14 | 743           | 22. srpna 2019     |         | Sojuz-2.1a   | ISS | 6. září 2019      | Testovací let bez posádky.                                                                                      |
| 166 | Sojuz MS-15 | 744           | 25. září 2019      |         | Sojuz-FG     | ISS | 17. dubna 2020    | |
| 167 | Sojuz MS-16 | 745           | 9. dubna 2020      |         | Sojuz-2.1a   | ISS | 22. října 2020    | |
| 168 | Sojuz MS-17 | 747           | 14. října 2020     |         | Sojuz-2.1a   | ISS | 17. dubna 2021    | |
| 169 | Sojuz MS-18 | 748           | 9. dubna 2021      |         | Sojuz-2.1a   | ISS | 17. října 2021    | |
| 170 | Sojuz MS-19 | 749           | 5. října 2021      |         | Sojuz-2.1a   | ISS | 30. března 2022   | |
| 171 | Sojuz MS-20 | 752           | 8. prosince 2021   |         | Sojuz-2.1a   | ISS | 20. prosince 2021 | let se 2 japonskými turisty                                                                                     |
| 172 | Sojuz MS-21 | 750           | 18. března 2022    |         | Sojuz-2.1a   | ISS | 29. září 2022     | |
| 173 | Sojuz MS-22 | 751           | 21. září 2022      |         | Sojuz-2.1a   | ISS | 28. března 2023   | start s posádkou, návrat bez ní v automatickém režimu kvůli poškození chladicího systému                        |
| 174 | Sojuz MS-23 | 754           | 24. února 2023     |         | Sojuz-2.1a   | ISS | 27. září 2023     | start bez posádky, návrat s posádkou Sojuzu MS-22; nejdelší let Sojuzu v historii (215 dní, 10 hodin, 53 minut) |
| 175 | Sojuz MS-24 | 755           | 15. září 2023      |         | Sojuz-2.1a   | ISS | 6. dubna 2024     | |
| 176 | Sojuz MS-25 | 756           | 23. března 2024    |         | Sojuz-2.1a   | ISS | 23. září 2024     | |
| 177 | Sojuz MS-26 | 757           | 11. září 2024      |         | Sojuz-2.1a   | ISS | 20. dubna 2025    | |
| 178 | Sojuz MS-27 | 758           | 8. dubna 2025      |         | Sojuz.2.1a   | ISS | 9. prosince 2025  | |

(Zeleně jsou vyznačeny pokračující lety, kurzívou plánované termíny.)